# Constantin Fidèle Coene
Pour les articles homonymes, voir Coene.
Constantin Fidèle Coene, né à Vilvorde le 17 janvier 1779 et mort le 20 août 1841 à Bruxelles, est un peintre belge.